# Fulbright-Programm
Das Fulbright-Programm (nach der US-amerikanischen Schreibung manchmal auch Fulbright Program) ist eines der prestigeträchtigsten Stipendienprogramme der Welt. Es bezieht sich mit bilateralen Verträgen und Vereinbarungen allein und weltweit auf den akademischen Austausch in die und aus den USA.

## Zielsetzung und Geschichte
Beim Fulbright-Programm handelt es sich um ein 1946 gegründetes internationales Austauschprogramm zwischen den Vereinigten Staaten von Amerika und mehr als 160 weiteren Staaten (Stand 2023), davon 49 mit eigener binationaler Fulbright-Kommission oder insgesamt mehr als 180 Staaten weltweit. Benannt nach dem US-amerikanischen Senator J. William Fulbright (1905–1995), auf dessen Gesetzesentwurf die Einrichtung des Programms zurückgeht, fördert das Fulbright-Programm den bilateralen Austausch durch Stipendien an Studenten und Akademiker (einschließlich Professoren) für weiterführende Universitätsstudien, Forschungsaufenthalte und Sprachunterricht an weiterführenden Schulen. Anders als bei anderen Stipendien ist das Ziel des Programms ausdrücklich nicht nur die Förderung akademischer Leistungen, sondern auch die des kulturellen Austauschs und des gegenseitigen Verständnisses. Das Fulbright-Programm ist eines der prestigeträchtigsten Stipendienprogramme weltweit. 62 Fulbright-Alumni erhielten Nobelpreise. Weitere 89 erhielten den Pulitzer Prize, 78 erhielten das MacArthurFellowship, und 41 waren als Staats- oder Regierungschef eines Landes tätig.
Zur Finanzierung sollte ein Teil des Erlöses dienen, der durch den Verkauf von überschüssigen und nicht in die Staaten zurückgeführten amerikanischen Kriegsgütern erzielt wurde (in Deutschland die sogenannten StEG-Waren). Nach der Unterzeichnung des US-amerikanischen Fulbright-Gesetzes (Fulbright Act) am 1. August 1946 gingen 1948 die ersten Stipendiaten nach China. 1961 wurden alle US-Gesetze über den akademischen Austausch im Fulbright Hays Act zusammengefasst. Seit seiner Gründung hat das Programm weltweit über 318.000 Stipendiaten gefördert. Pro Jahr sind es derzeit ca. 8.000, 700 davon aus Deutschland.

## Beschreibung
Heute wird das Programm in 49 Ländern von nationalen Fulbright-Kommissionen verwaltet; andere Länder haben gemeinsame Kommissionen oder organisieren die Stipendien ohne Kommission. Das Programm wird oft aus Mitteln des US-Außenministeriums sowie der nationalen Regierung finanziert; in manchen Fällen zahlt hingegen entweder nur das US-Außenministerium oder nur die nationale Regierung. Zum Teil – etwa in der Schweiz – werden auch in größerem Umfang private Sponsorengelder eingesetzt. In Deutschland werden Stipendien für Fachhochschulstudenten von Deutschland allein finanziert, während sich an den Kosten für Universitätsstudenten hälftig das US-Außenministerium beteiligt.
Die Voraussetzungen für ein Fulbright-Stipendium für ein Studium in den USA sind sehr unterschiedlich. In manchen Ländern sind Studienabschluss und Berufserfahrung Voraussetzung (Aufbaustudium), während besonders in Deutschland der Großteil der Stipendiaten fortgeschrittene Studenten sind.
Die meisten Fulbright-Programme fördern als Studien in den USA Masterstudiengänge und seltener Promotionen (Erlangung eines Doktorgrades). Forschungsaufenthalte für Akademiker dauern bei allen Programmen in der Regel nur wenige Monate.
2014 wurde das Programm mit dem Prinz-von-Asturien-Preis für Internationale Zusammenarbeit ausgezeichnet.

## Einzelne nationale Programme

### Deutsches Programm
Das 1952 gegründete deutsch-amerikanische Programm war lange Zeit international das größte Programm und hat mittlerweile über 40.000 Stipendiaten gefördert. Das ging einerseits auf das Interesse der US-Regierung zurück, eine möglichst große Anzahl deutscher Staatsangehöriger dem Einfluss eines amerikanischen Studienjahres auszusetzen und wurde andererseits durch die Finanzkraft der deutschen Regierung ermöglicht. Programme im deutsch-amerikanischen Austausch haben eine normale Dauer von einem Studienjahr; bei Verlängerungen werden nur noch sehr grundlegende Leistungen erbracht (Krankenversicherung, Beibehaltung des Visums). Seit kurzem können Deutsche auch Stipendien für zweijährige Masterprogramme beantragen. An deutsche Bewerber werden derzeit etwa je 55 Stipendien an Studierende der Universitäten und Fachhochschulen pro Jahr vergeben. Dazu kommen noch 20 Lehrassistentenstellen an Colleges für fertige Lehramtsstudierende mit Englisch als Fach, die in Kooperation mit dem Pädagogischen Austauschdienst vergeben werden. Deutsche, die ein Stipendium einer amerikanischen Hochschule erlangt haben, können sich um ein Reisestipendium bewerben, das auch die Betreuung durch die Kommission wie bei den sonstigen Stipendiaten einschließt. Doktorandenstipendien, die für sechs- bis neunmonatige Recherchen an US-amerikanischen Hochschulen (auch an mehreren) genutzt werden, schließen eine Einschreibung in den Staaten aus. Sie gelten für Promovierende, die am Anfang ihrer Forschungen stehen. In Deutschland ist die Förderung nach § 3 Nr. 42 des deutschen Einkommensteuergesetzes steuerbefreit.

### Programm für Österreich und Schweiz
Das österreichische und das Schweizer Programm ist kleiner. Das österreichische Programm begann mit der Unterzeichnung einer entsprechenden Vereinbarung am 6. Juni 1950. Es fördert pro Jahr etwa 20 österreichische Studenten und zehn österreichische Lehrassistenten an amerikanischen Germanistikinstituten sowie amerikanische Bachelorabsolventen und Wissenschaftler beider Nationalitäten. Es fördert pro Jahr etwa 20 amerikanische Studenten und 140 amerikanische Lehrassistenten an österreichische Schulen.
Das Schweizer Programm wurde 1999 wieder eingeführt, mit anfangs 13 bis 20 Stipendiaten pro Jahr, die durch Schweizer und US-amerikanische Firmen finanziert werden. Es wird über die US-Botschaft in Bern abgewickelt.

### Pakistanisches Programm
Inzwischen ist – als Beispiel aufgeführt – das pakistanische Programm, bedingt durch die Interessen der US-amerikanischen Außenpolitik, mit etwa 100 Masterstudenten und 50 Doktoranden pro Jahr das größte Programm weltweit; die Gesamtkosten für das Programm sind 157,5 Millionen US-Dollar für die ersten fünf Jahre. Seit der Gründung des pakistanischen Programms 1951 erhielten bereits mehr als 1700 Pakistaner ein Stipendium.

## Fulbright Alumni
In vielen Partnerländern des Fulbright-Programms existieren Vereinigungen der Fulbright Alumni. Der deutsche Fulbright Alumni Verein wurde 1986 gegründet auf Initiative des damaligen Direktors der deutschen Programm-Einheit, Jürgen Mulert. Die Alumni vergeben auch eigene Stipendien aus Mitgliedsbeiträgen und Spenden, für die Diversity Initiative der Kommission vergeben sie zusätzliche Stipendien für die Teilnahme von Abiturienten mit Migrationshintergrund an Summer Schools US-amerikanischer Universitäten. Der vom Verein initiierte Jürgen Mulert Award wird jährlich an ein Projekt eines Alumnus oder einer Alumna vergeben, das dem von William Fulbright benannten Ziel eines „Frieden durch Verständigung“ dient. Der Verein kooperiert mit der Kommission und mit den übrigen Alumnivereinen, dem European Network of American Alumni Associations (ENAM) sowie mit weiteren Institutionen und Vereinen mit USA-Bezug. Der Verein gliedert sich in regionale Kapitel, die ihrerseits lokale Kontakte pflegen. Der Österreichische Alumni-Verein und die Swiss Fulbright Alumni Association sind neueren Datums und noch im Aufbau.

### Bemerkenswerte Alumni
Fulbright Alumni haben in der Vergangenheit Schlüsselrollen in Regierungen, Hochschulen und Industrie besetzt.
- 10 wurden in den US-Kongress gewählt (Stand 2012).[19]
- 1 wurden Regierungs- oder Staatschef (Stand 2015).[5]
- 20 wurden Außenminister ihrer jeweiligen Länder (Stand 2012).[19]
- Einer, Boutros Boutros-Ghali, wurde Generalsekretär der Vereinten Nationen (Stand 2012).[19]
- Einer, Javier Solana, wurde Generalsekretär der NATO (Stand 2012).[19]
- 54 aus 14 Ländern haben den Nobelpreis erhalten (Stand 2015).[20]
- 82 haben den Pulitzer-Preis erhalten (Stand 2015).[20]

## J. William Fulbright Prize for International Understanding
Seit 1993 verleiht die Fulbright Association den mit 50.000 US-Dollar dotierten Fulbright-Preis an Individuen oder Organisationen, die außerordentliche Beiträge geleistet haben beim Zusammenbringen von Menschen, Kulturen oder Nationen zum besseren gegenseitigen Verständnis.
| Preisträger                       | Jahr | Land               |
| --------------------------------- | ---- | ------------------ |
| Nelson Mandela                    | 1993 | Südafrika          |
| Jimmy Carter                      | 1994 | Vereinigte Staaten |
| Franz Vranitzky                   | 1995 | Österreich         |
| Corazon Aquino                    | 1996 | Philippinen        |
| Václav Havel                      | 1997 | Tschechien         |
| Patricio Aylwin                   | 1998 | Chile              |
| Mary Robinson                     | 1999 | Irland             |
| Martti Ahtisaari                  | 2000 | Finnland           |
| Kofi Annan                        | 2001 | Ghana              |
| Sadako Ogata                      | 2002 | Japan              |
| Fernando Henrique Cardoso         | 2003 | Brasilien          |
| Colin Powell                      | 2004 | Vereinigte Staaten |
| Bill Clinton                      | 2006 | Vereinigte Staaten |
| Desmond Tutu                      | 2008 | Südafrika          |
| Bill and Melinda Gates Foundation | 2010 | Vereinigte Staaten |
| Médecins Sans Frontières          | 2012 | Frankreich         |
| Hans Blix                         | 2014 | Schweden           |
| Richard Lugar                     | 2016 | Vereinigte Staaten |
| Angela Merkel                     | 2018 | Deutschland        |
| Bono                              | 2021 | Irland             |